# Salmo taleri
Salmo taleri és una espècie de peix de la família dels salmònids i de l'ordre dels salmoniformes.

## Morfologia
- Els mascles poden assolir 26 cm de longitud total.[4]

## Hàbitat
Viu en zones d'aigües dolces temperades (43°N-42°N, 19°E-20°E).

## Distribució geogràfica
Es troba a la conca del llac Skadar (Montenegro).